# Heinrich Schalcher

Heinrich Schalcher (1971)

Heinrich (Heiri) Schalcher (* 3. Januar 1917 in Wülflingen (ab 1922 Stadtkreis von Winterthur); † 12. Dezember 2006 in Winterthur) war ein Schweizer Rechtsanwalt und Politiker. Von 1968 bis 1983 war er für die Evangelische Volkspartei im Nationalrat.
Heinrich Schalcher besuchte in Winterthur die Handelsschule und machte eine Notariatslehre. Es folgte ein Studium der Rechtswissenschaft an der Universität Zürich, 1940 bekam er das Notariatspatent, 1949 das Rechtsanwaltspatent. 1954 gründete er eine eigene Anwaltspraxis in Winterthur. Als nebenamtlicher Richter war er am Zürcher Verwaltungsgericht tätig.
Heinrich Schalcher war Mitglied der Evangelischen Volkspartei. Von 1954 bis 1963 war er im Grossen Gemeinderat (Parlament) der Stadt Winterthur, von 1955 bis 1959 und 1963 bis 1971 gehörte er dem Parlament des Kantons Zürich an. Von 1968 bis 1983 vertrat er die Evangelische Volkspartei im Schweizer Nationalrat. Seine an die hundert parlamentarischen Vorstösse befassten sich hauptsächlich mit umweltgerechter Landwirtschaft, Volksgesundheit und Landesverteidigung.
Schalcher gehörte zu den Pionieren der Umweltpolitik. Von 1962 bis 1973 leitete er die Liga für biologische Landesverteidigung, die Vorgängerorganisation der Schweizerischen Stiftung zur Förderung des biologischen Landbaus (heute Forschungsinstitut für biologischen Landbau), deren Mitbegründer und erster Präsident ebenfalls Schalcher war.
Schalcher verstarb am 12. Dezember 2006 und fand seine letzte Ruhestätte auf dem Friedhof Wülflingen in Winterthur.